# Elfyn Evans
Elfyn Rhys Evans (Dinas Mawddwy, Gales, 28 de diciembre de 1988) es un piloto de rally británico. Evans es el hijo del expiloto del Campeonato Mundial de Rally Gwyndaf Evans. Actualmente compite para el equipo Toyota Gazoo Racing WRT usando el Toyota GR Yaris Rally1.

## Trayectoria
Hijo del expiloto de WRC y Ford, y campeón del Campeonato Británico de Rally 1996, Gwyndaf Evans, es patrocinado por el concesionario familiar de Ford en Dolgellau, establecido por primera vez por su bisabuelo en Dinas Mawddwy, rebautizado como Gwyndaf Evans Motors en 1983.
En 2007, Evans condujo un Ford Fiesta del Grupo N en el Ford Fiesta Sporting Trophy. Además en 2007 compitió en el Rally GB en Gales.
En 2010 Evans ganó el campeonato británico de Rally Júnior y fue el ganador de la serie Ford Fiesta Trophy del Reino Unido, también ganó el Pirelli Star Driver Shoot-out después de dos días de pruebas y evaluaciones en el Sweet Lamb rally complex en su Gales natal, con un premio de una temporada totalmente financiada en un Subaru Impreza del Grupo N patrocinado por Pirelli dirigido por el equipo ganador del campeonato TEG Sport - un premio por valor de más de £ 200,000
En 2012, Evans obtuvo el título de la FIA WRC Academy, el título R2 en el British Rally Championship (BRC) y el UK Fiesta Sport Trophy. Además, ganó el FST International Shootout de fin de año. En 2013 compagino un programa de eventos WRC en un automóvil 4WD, su premio por ganar la WRC Academy, y trabajó en M-Sport, ayudando a desarrollar autos de rally para el WRC y otros campeonatos.
Su temporada 2013 comenzó con la primera ronda del Campeonato de Rally de Australia, el Rally Nacional en Canberra, en el que se retiró en el primer día. Luego manejó un Fiesta RRC en el WRC Rally de Portugal, retirándose con un problema de transmisión antes de comenzar el último día bajo las regulaciones del Rally 2. Para su sorpresa, se le pidió competir en el Rallye de Italia en Cerdeña en un Ford Fiesta World Rally Car luego de que Nasser Al-Attiyah se viera obligado a retirarse debido a compromisos en Catar. A pesar de que nunca antes había competido en el evento, usando el copiloto de Nasser, compitiendo en un auto WRC por primera vez y sin pruebas previas al evento, Evans terminó sexto.
Evans cambió a M-Sport para la temporada 2014 para conducir un Ford Fiesta WRC como compañero de equipo del veterano Mikko Hirvonen. Sus mejores resultados han sido cuartos en México y Alemania. El piloto anotó dos podios en 2015, terminando séptimo en la clasificación general.
M-Sport movió a Evans al WRC-2 en 2016. Pilotando un Ford Fiesta R5, ha logrado victorias en Montecarlo, Suecia y en el Tour de Corse. También con un Fiesta R5, ganó el Campeonato Británico de Rally con cinco victorias en siete carreras.

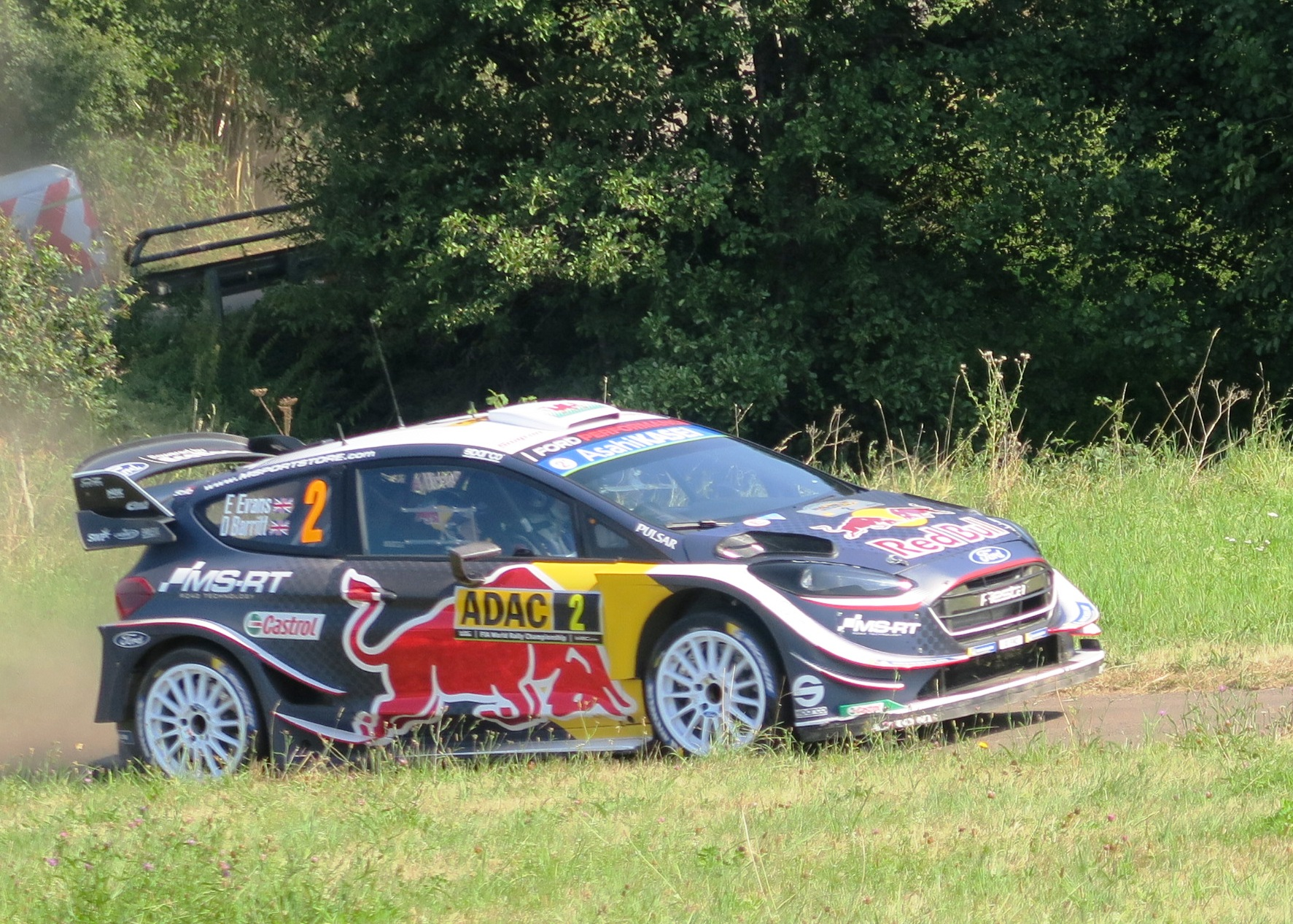
Evans con el Ford Fiesta WRC en el Rally de Alemania en 2018

En 2017 , Elfyn se reincorporó al equipo M-Sport World Rally Team para conducir el Ford Fiesta WRC. Comenzó el año sexto en Montecarlo, marcando varios de los tiempos de tramo más rápidos, y luego repitió la actuación en Suecia. Después de dos rondas decepcionantes en México y Córcega, en la quinta ronda en Argentina, Evans se benefició de la mala suerte de sus rivales para terminar el primer día con un minuto de ventaja. El segundo día, Evans tuvo problemas con pinchazos, un trompo y un difusor dañado, y vio su ventaja caer a solo 11 segundos. En la etapa final, fue una batalla directa entre él y el piloto de Hyundai, Thierry Neuville. Empujó al principio de la etapa, pero perdió varios segundos cuando chocó contra un puente. Intentó con todas sus fuerzas recuperar el tiempo perdido, pero al final perdió su primera victoria por solo 0,7 segundos ante Neuville. En Finlandia, Evans tuvo que defender los honores del equipo después de un accidente de su compañero de equipo Sébastien Ogier y un pinchazo de Ott Tänak. Evans marcó tiempos consistentes entre los tres primeros y le arrebató el segundo lugar en la última etapa a Juho Hänninen, en lo que muchos periodistas describieron como la mejor carrera de su carrera hasta el momento. En la penúltima ronda de su rally de casa en Gales, Evans aprovechó sus neumáticos DMACK, que se adaptaban ampliamente a las condiciones, para lograr su primera victoria en el WRC, la primera para un piloto galés y la primera para un piloto británico en el Rally de Gran Bretaña desde el fallecido Richard Burns. Terminaría el campeonato en quinto lugar.
Evans repetiría más tarde el éxito que encontró en Gales con una segunda victoria en el Rally de Suecia en 2020, durante su primera temporada con el Toyota Gazoo Racing WRT, donde lideró el rally a pesar de las condiciones climáticas adversas que obligaron a los organizadores a acortar el evento a solo nueve etapas. Esto marcó su primera victoria en Suecia, su primera victoria de rally con Toyota y el primer piloto británico en ganar el evento. Su victoria en Suecia también le permitió liderar la clasificación de puntos en el campeonato de pilotos del WRC por primera vez en su carrera. Finalmente terminó el año en segunda posición en el campeonato abreviado por Covid, ayudado por una segunda victoria de rally de la temporada en el Rally de Turquía. Terminó la temporada ocho puntos detrás de Sébastien Ogier y nueve puntos por delante de Ott Tänak, que terminó tercero.

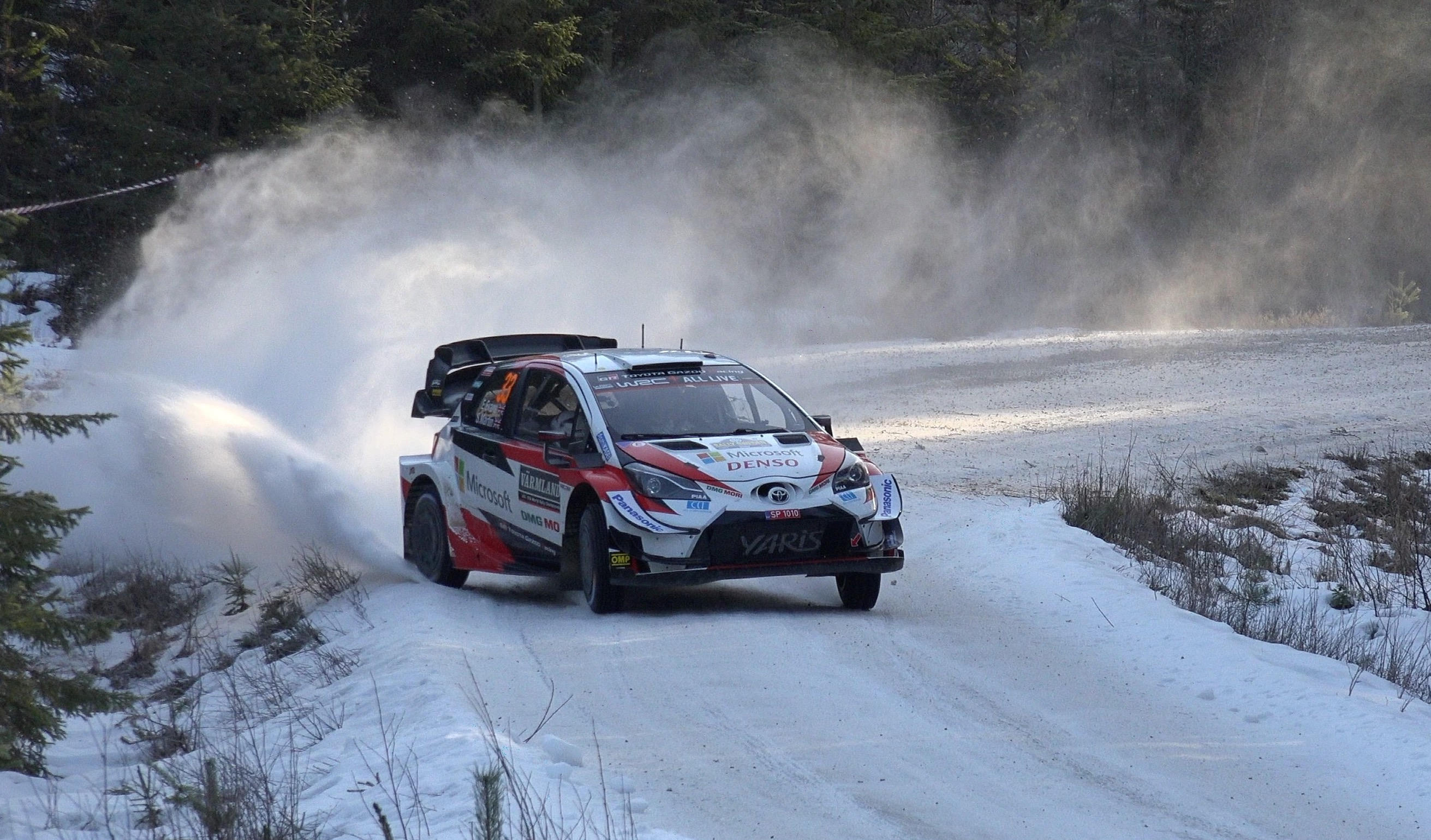
Evans pilotando el Toyota Yaris en el Rally de Suecia en 2020 donde lograría su segunda victoria en el campeonato del mundo

Durante la temporada 2021, Evans ganó dos eventos más del WRC, en Portugal y Finlandia, y terminó en segunda posición en otros cinco. Se mantuvo en la contienda por el título hasta el último rally de la temporada, pero terminó ese evento en segunda posición detrás del ganador del campeonato y compañero de equipo de Toyota, Ogier, con solo una diferencia de tiempo de 0,6 segundos. Por segundo año consecutivo, Evans terminó el campeonato en segunda posición, 23 puntos detrás de Ogier y 31 puntos por delante del tercer clasificado, el belga Thierry Neuville.
Durante el Campeonato Mundial de 2022, su compañero de equipo Kalle Rovanperä se aseguró el título de pilotos. Evans no consiguió ninguna victoria esta temporada, pero con 4 podios, terminó el campeonato en cuarta posición. Evans atribuye su sequía en 2022 a no adaptarse a los nuevos coches híbridos introducidos al principio de la temporada, admitiendo que otros se adaptaron mejor, pero estaba decidido a mejorar para la temporada 2023 con la esperanza de luchar por el título. 
La temporada 2023 vio el regreso de Evans a la gloria, asegurando 3 victorias en el Rally de Croacia, el Rally de Finlandia y el Rally de Japón, para asegurar el segundo lugar detrás de su compañero de equipo y ganador del campeonato el fines Kalle Rovanperä.

## Palmarés

### Títulos
| Año  | Título                           | Automóvil      |
| ---- | -------------------------------- | -------------- |
| 2012 | Campeón del WRC Academy          | Ford Fiesta R2 |
| 2016 | Campeón de Rally del Reino Unido | Ford Fiesta R5 |

### Victorias en el WRC
| #  | Rally                           | Temp. | Copiloto       | Auto                   |
| -- | ------------------------------- | ----- | -------------- | ---------------------- |
| 1  | 73rd Wales Rally GB             | 2017  | Daniel Barritt | Ford Fiesta WRC        |
| 2  | 68th Rally Sweden               | 2020  | Scott Martin   | Toyota Yaris WRC       |
| 3  | 13. Rally Turkey Marmaris       | 2020  | Scott Martin   | Toyota Yaris WRC       |
| 4  | 54.º Vodafone Rally de Portugal | 2021  | Scott Martin   | Toyota Yaris WRC       |
| 5  | 70th Secto Rally Finland        | 2021  | Scott Martin   | Toyota Yaris WRC       |
| 6  | 47.º Croatia Rally              | 2023  | Scott Martin   | Toyota GR Yaris Rally1 |
| 7  | 72st Secto Rally Finland        | 2023  | Scott Martin   | Toyota GR Yaris Rally1 |
| 8  | 8th FORUM8 Rally Japan          | 2023  | Scott Martin   | Toyota GR Yaris Rally1 |
| 9  | 9th FORUM8 Rally Japan          | 2024  | Scott Martin   | Toyota GR Yaris Rally1 |
| 10 | 72nd Rally Sweden               | 2025  | Scott Martin   | Toyota GR Yaris Rally1 |
| 11 | 73rd Safari Rally Kenya         | 2025  | Scott Martin   | Toyota GR Yaris Rally1 |

### Victorias en el WRC-2
| # | Rally                                  | Temp. | Copiloto       | Auto           |
| - | -------------------------------------- | ----- | -------------- | -------------- |
| 1 | 69th Wales Rally of Great Britain      | 2013  | Daniel Barritt | Ford Fiesta R5 |
| 2 | 84ème Rallye Automobile Monte-Carlo    | 2016  | Craig Parry    | Ford Fiesta R5 |
| 3 | 64th Rally Sweden                      | 2016  | Craig Parry    | Ford Fiesta R5 |
| 4 | 59ème Tour de Corse – Rallye de France | 2016  | Craig Parry    | Ford Fiesta R5 |

## Estadísticas

### Resultados en el Campeonato Mundial de Rally
| Año  | Equipo                  | Coche                  | 1       | 2       | 3       | 4      | 5       | 6      | 7       | 8       | 9       | 10      | 11      | 12      | 13      | 14    | 15  | 16     | Pos. | Puntos |
| ---- | ----------------------- | ---------------------- | ------- | ------- | ------- | ------ | ------- | ------ | ------- | ------- | ------- | ------- | ------- | ------- | ------- | ----- | --- | ------ | ---- | ------ |
| 2007 | Elfyn Evans             | Ford Fiesta ST         | MON     | SWE     | NOR     | MEX    | POR     | ARG    | ITA     | GRE     | FIN     | GER     | NZL     | ESP     | FRA     | JPN   | IRE | GBR 42 | NC   | 0      |
| 2011 | Elfyn Evans             | Ford Fiesta R2         | SWE     | MEX     | POR     | JOR    | ITA     | ARG    | GRE     | FIN Ret | DEU     | AUS     | FRA 16  | ESP     | GBR Ret |       |     |        | NC   | 0      |
| 2013 | Catar M-Sport WRT       | Ford Fiesta RRC        | MON     | SWE     | MEX     | POR 23 | ARG     | GRE    |         |         |         |         |         |         |         |       |     |        | 12.º | 20     |
| 2013 | Catar M-Sport WRT       | Ford Fiesta RS WRC     |         |         |         |        |         |        | ITA 6   |         |         |         |         |         |         |       |     |        | 12.º | 20     |
| 2013 | Catar M-Sport WRT       | Ford Fiesta R5         |         |         |         |        |         |        |         | FIN     | DEU     | AUS     | FRA 11  | ESP Ret | GBR 8   |       |     |        | 12.º | 20     |
| 2014 | M-Sport WRT             | Ford Fiesta RS WRC     | MON 6   | SWE Ret | MEX 4   | POR 22 | ARG 7   | ITA 5  | POL 35  | FIN 7   | GER 4   | AUS 8   | FRA 6   | ESP 14  | GBR 5   |       |     |        | 8.º  | 81     |
| 2015 | M-Sport WRT             | Ford Fiesta RS WRC     | MON 7   | SWE 6   | MEX 4   | ARG 3  | POR 69  | ITA 4  | POL Ret | FIN 12  | GER 6   | AUS 9   | FRA 2   | ESP 34  | GBR 6   |       |     |        | 7.º  | 89     |
| 2016 | M-Sport WRT             | Ford Fiesta R5         | MON 8   | SWE 9   | MEX     | ARG 17 | POR 30  | ITA    | POL 13  | FIN 11  | GER     | FRA 11  | ESP     | GBR     | AUS     |       |     |        | 21.º | 6      |
| 2017 | M-Sport WRT             | Ford Fiesta WRC        | MON 6   | SWE 6   | MEX 9   | FRA 21 | ARG 2   | POR 6  | ITA Ret | POL 8   | FIN 2   | GER 6   | ESP 7   | GBR 1   | AUS 5   |       |     |        | 5.º  | 128    |
| 2018 | M-Sport Ford WRT        | Ford Fiesta WRC        | MON 6   | SWE 14  | MEX Ret | FRA 5  | ARG 6   | POR 2  | ITA 14  | FIN 7   | GER 25  | TUR 12  | GBR 20  | ESP 3   | AUS 6   |       |     |        | 7.º  | 80     |
| 2019 | M-Sport Ford WRT        | Ford Fiesta WRC        | MON Ret | SWE 5   | MEX 3   | FRA 3  | ARG Ret | CHI 4  | POR 5   | ITA 4   | FIN WD  | GER     | TUR WD  | GBR 5   | ESP 6   | AUS C |     |        | 5.º  | 102    |
| 2020 | Toyota Gazoo Racing WRT | Toyota Yaris WRC       | MON 3   | SWE 1   | MEX 4   | EST 4  | TUR 1   | ITA 4  | MNZ 29  |         |         |         |         |         |         |       |     |        | 2.º  | 114    |
| 2021 | Toyota Gazoo Racing WRT | Toyota Yaris WRC       | MON 2   | ART 5   | CRO 2   | POR 1  | ITA 2   | SAF 10 | EST 5   | BEL 4   | GRE 6   | FIN 1   | ESP 2   | MNZ 2   |         |       |     |        | 2.º  | 207    |
| 2022 | Toyota Gazoo Racing WRT | Toyota GR Yaris Rally1 | MON 21  | SWE Ret | CRO 5   | POR 2  | ITA 40  | SAF 2  | EST 2   | FIN 4   | BEL 2   | GRE Ret | NZL Ret | ESP 6   | JPN 5   |       |     |        | 4.º  | 134    |
| 2023 | Toyota Gazoo Racing WRT | Toyota GR Yaris Rally1 | MON 4   | SWE 5   | MEX 3   | CRO 1  | POR Ret | ITA 4  | SAF 3   | EST 4   | FIN 1   | GRE 2   | CHL 3   | EUR 31  | JPN 1   |       |     |        | 2.º  | 216    |
| 2024 | Toyota Gazoo Racing WRT | Toyota GR Yaris Rally1 | MON 3   | SWE 2   | SAF 4   | CRO 2  | POR 6   | ITA 4  | POL 2   | LAT 5   | FIN Ret | GRE 18  | CHL 2   | EUR 2   | JPN 1   |       |     |        | 2.º  | 210    |
| 2025 | Toyota Gazoo Racing WRT | Toyota GR Yaris Rally1 | MON 2   | SWE 1   | SAF 1   | ESP 3  | POR 6   | ITA 4  | GRE 4   | EST 6   | FIN     | PAR     | CHL     | EUR     | JPN     | SAU   |     |        | 2.º  | 161    |

### Resultados en el WRC-2
| Año  | Equipo                         | Coche           | 1     | 2     | 3   | 4     | 5      | 6   | 7     | 8       | 9     | 10    | 11    | 12      | 13    | 14  | Pos. | Puntos |
| ---- | ------------------------------ | --------------- | ----- | ----- | --- | ----- | ------ | --- | ----- | ------- | ----- | ----- | ----- | ------- | ----- | --- | ---- | ------ |
| 2013 | Catar M-Sport World Rally Team | Ford Fiesta RRC | MON   | SWE   | MEX | POR 8 | ARG    | GRE | ITA   |         |       |       |       |         |       |     | 7.º  | 65     |
| 2013 | Catar M-Sport World Rally Team | Ford Fiesta R5  |       |       |     |       |        |     |       | FIN Ret | GER 2 | AUS   | FRA 2 | ESP Ret | GBR 1 |     | 7.º  | 65     |
| 2016 | M-Sport                        | Ford Fiesta R5  | MON 1 | SWE 1 | MEX | ARG 4 | POR 14 | ITA | POL 2 | FIN 3   | GER   | CHI C | FRA 1 | ESP     | GBR   | AUS | 3.º  | 120    |

### Resultados en el WRC Academy
| Año  | Equipo      | Coche          | 1     | 2     | 3     | 4     | 5     | 6     | Pos. | Puntos |
| ---- | ----------- | -------------- | ----- | ----- | ----- | ----- | ----- | ----- | ---- | ------ |
| 2012 | Elfyn Evans | Ford Fiesta R2 | POR 7 | GRE 1 | FIN 1 | GER 1 | FRA 1 | ESP 3 | 1.º  | 144    |

### Resultados en el ERC
| Año  | Equipo                   | Coche          | 1   | 2       | 3   | 4   | 5   | 6   | 7   | 8   | 9   | 10  | Pos. | Puntos |
| ---- | ------------------------ | -------------- | --- | ------- | --- | --- | --- | --- | --- | --- | --- | --- | ---- | ------ |
| 2016 | DMACK British Rally Team | Ford Fiesta R5 | CAN | IRE Ret | GRE | AZO | YPR | EST | POL | ZLI | LIE | CYP | NC   | 0      |